# Ерманарик
Ерманарик (умро 376) је био готски краљ који је пре инвазије Хуна владао значајаним делом Оиума, део Скитије који су у том времену насељавали Готи.
Спомиње се у два римска извора: Савремени списи - Амијан Маркелин (римски историчар 325./330. - после 391) и Гетика - Јорданес (историчар из 6.века). Према Амијану, Ерманарик је био "највећи ратоборни краљ", који је на крају извршио самоубиство, суочен са агресијом Алана и Хуна, који су напали његове територије 370-те године. Амијан каже да је "владао интензивно широким и плодним регионом“. Амијан такође каже да је после смрти Ерманарика, извесни Витимир изабран за новог краља. Према Јорданесовој Гетици, Ерманарик је владао подручјем Оиума. Он га описује као "готски Александар" који је владао свим народима Скита и Германа као да су његова сопствена“.